# O (achternaam)
O is een Belgische achternaam. In 2008 waren er in België 120 naamdragers. In Nederland kwam de naam minder dan vijf keer voor. De grootste concentratie naamdragers woont in het gebied ten westen van Brussel, in de gemeenten Lennik, Gooik, Dilbeek, Sint-Pieters-Leeuw en Halle. Het is gedeeld met vier andere namen de kortste achternaam van Nederland.
Naamdragers ondervinden soms last van hun korte naam, omdat mensen de naam vaak als initiaal of misschien zelfs onecht beschouwen. Een voorbeeld hiervan is dat Facebook in 2012 enkele accounts met korte achternamen blokkeerde in de veronderstelling dat de achternaam een schuilnaam zou zijn.

## Oorsprong
De achternaam heeft waarschijnlijk als eerste naamdrager ene Gheert O, met een vermelding in een schepenbrief van 1595, toen nog als 'Oo'. In 1693 noteert de pastoor de familie als 'Van Dorit' en later als 'Dooremond'. De naam Dooremond verdwijnt en wordt weer als 'Oo' vermeld en later zelfs als 'O'. Tot het begin van de 19de eeuw kwam de achternaam bijna uitsluitend in Denderwindeke voor. Hierna verspreidde ze onder meer naar Sint-Martens-Lennik, Sint-Pieters-Leeuw, Isières en Rijsel.
De naam werd voorheen nog wel als ʘ, dus met een puntje in het midden, of als Ô (met een dakje) geschreven. De reden waarom de naam zo veranderd is en ook de betekenis van de naam is onbekend.